# Марко Павић
Марко Павић (Бистрица код Приједора, ФНРЈ, 26. октобар 1947) српски је политичар и магистар правних наука. Бивши је министар саобраћаја и веза Републике Српске, народни посланик у Народној скупштини Републике Српске, градоначелник Приједора и предсједник Демократског народног савеза (ДНС).

## Биографија
Марко Павић је рођен 26. октобра 1947. године у Бистрици код Приједора, ФНРЈ. Завршио је основну школу и гимназију у Приједору, а дипломирао на Правном факултету у Загребу. Дуго година је обављао функцију директора Предузећа за ПТТ саобраћај у Приједору. Био је и предсједник Скупштине општине. Члан је Демократског народног савеза од оснивања, а његов предсједник је постао маја 2003.
За начелника општине Приједор биран је на локалним изборима 2004. и 2008, а затим 2012. године за првог градоначелника Приједора. На локалним изборима 2016. није био кандидат за градоначелника. Предсједник Демократског народног савеза је био од 2003. до 2019.
Ожењен је са Олгом и отац двоје дјеце (Младен и Весна).